# Шетња кроз шуму
Шетња кроз шуму (енгл. A Walk in the Woods: Rediscovering America on the Appalachian Trail) је књига путописног карактера чији је аутор амерички писац Бил Брајсон. Књига прати пут Брајсона и његовог пријатеља Стивена Каца на 3.500 километара дугој „Апалачкој стази“ кроз Апалачке планине. На хумористички начин описана је историја, људи, друштво, биљке и животиње које се могу срести на оваквом путовању. Редитељ Бари Левинсон има жељу да ову књигу адаптира у филм, а главну улогу поверио је Роберту Редфорду.